# 朋卡諾體育場主場館
6°13′6.88″S 106°48′9.04″E / 6.2185778°S 106.8025111°E
朋卡諾體育場主場館是一座位於印度尼西亞首都雅加達的多功能體育場館，以印尼第一任總統蘇卡諾的名字命名。

## 历史
這個場館於1960年動工，至1962年正式開幕，曾經是世界十大體育場之一，主要舉辦足球賽事，還是1962年亞洲運動會和2018年亞洲運動會的主場館。本來球場可以容納100,800人，不過出於安全問題，座位數量在承辦2007年亞洲盃的時候降至88,000。
2007年，球場舉辦了2007年亞洲盃的決賽。當時，首次打入決賽、國家正發生動亂的伊拉克國家足球隊以1-0擊敗強大的沙特阿拉伯國家足球隊，首奪冠軍。
2018年，该体育场成为第18届亚洲运动会和第3届亚洲残疾人运动会的主场馆，承办了亚运会开闭幕式、田径比赛和亚残运会开幕式。
2023年6月19日，FIFA排名149位的印尼國家足球隊将在此迎战球王美斯领衔的阿根廷國家足球隊。

## 画廊

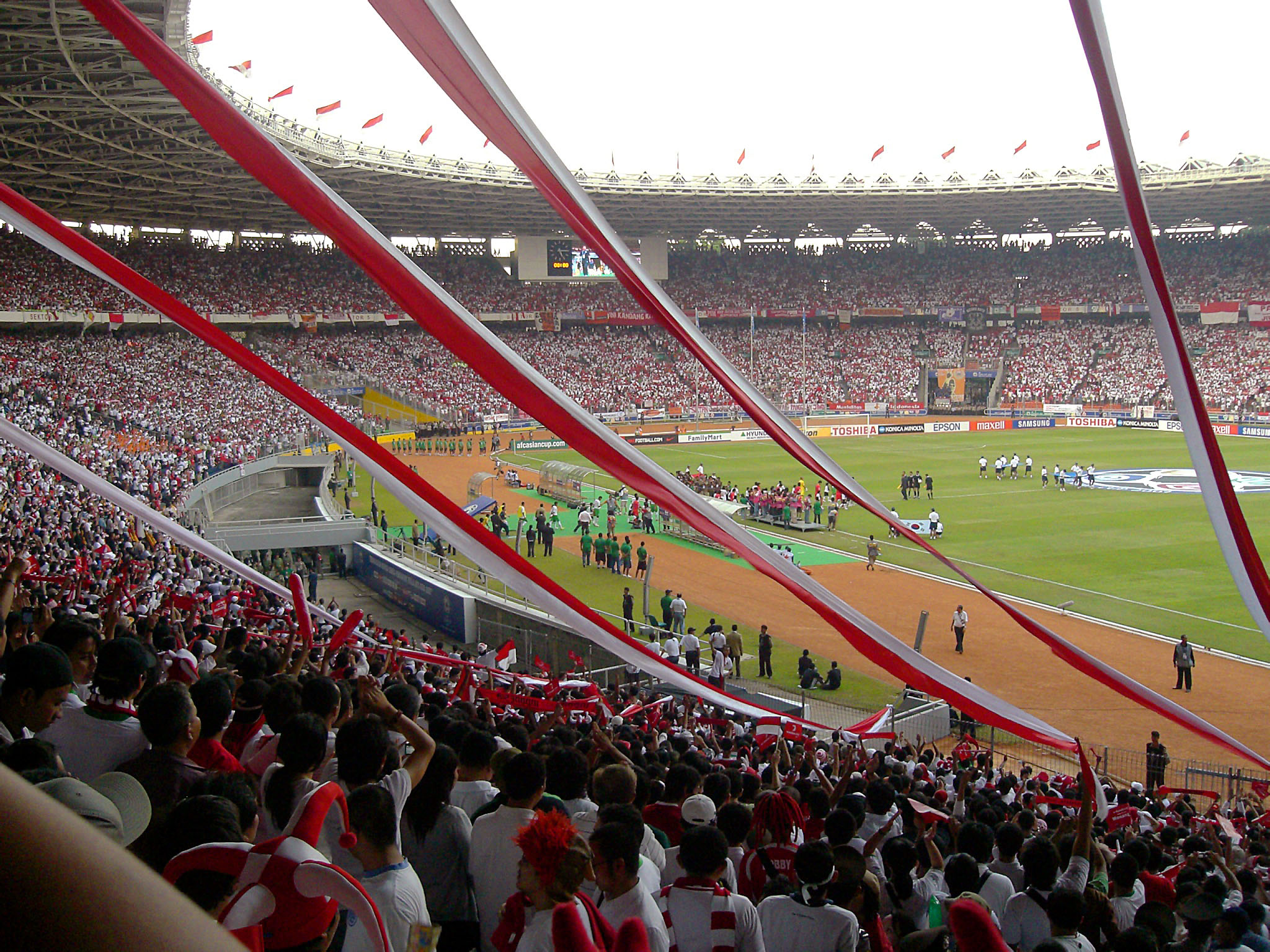
體育場正在舉辦2007年亞洲杯足球賽
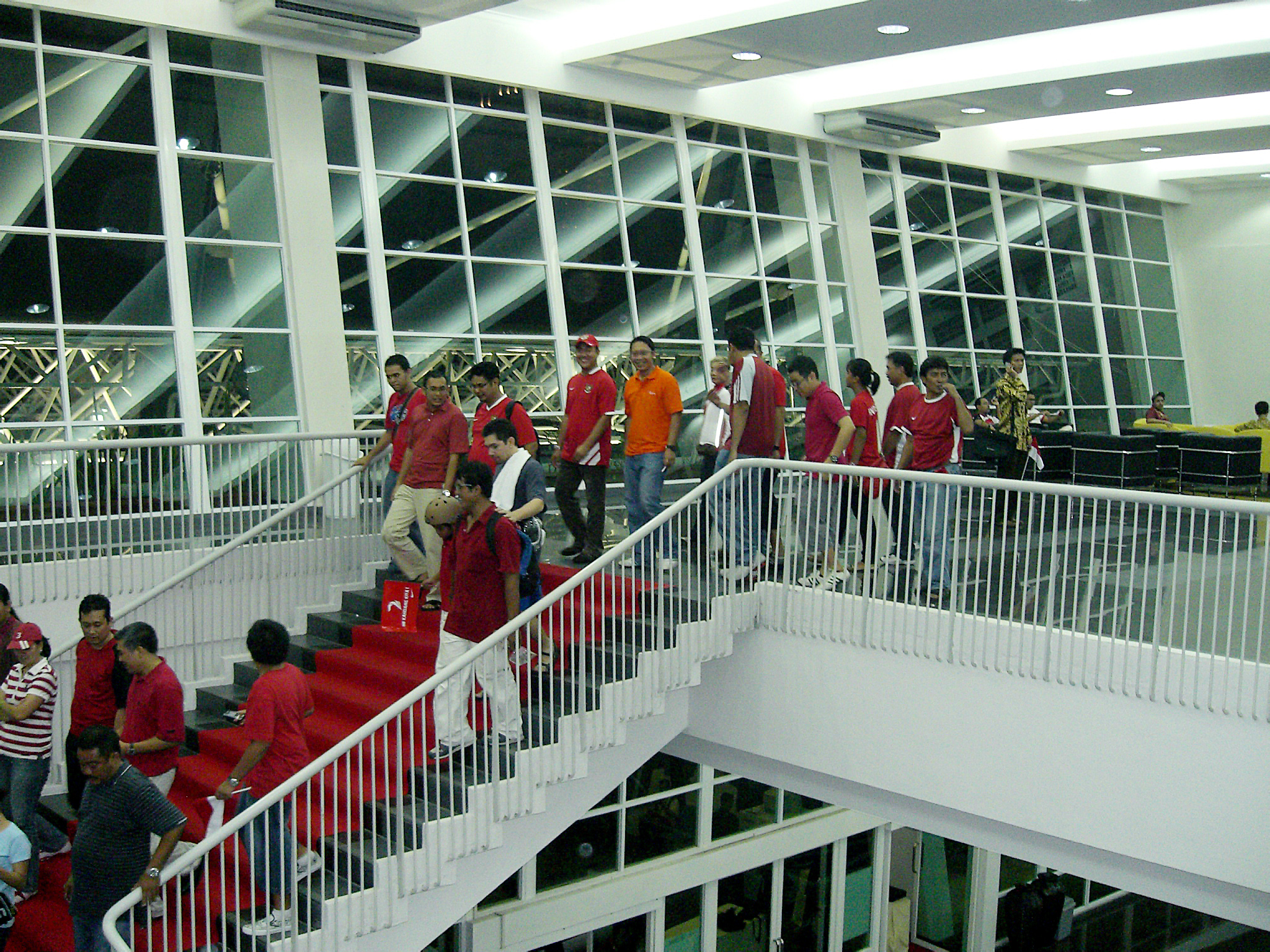
位於體育場西面的大堂
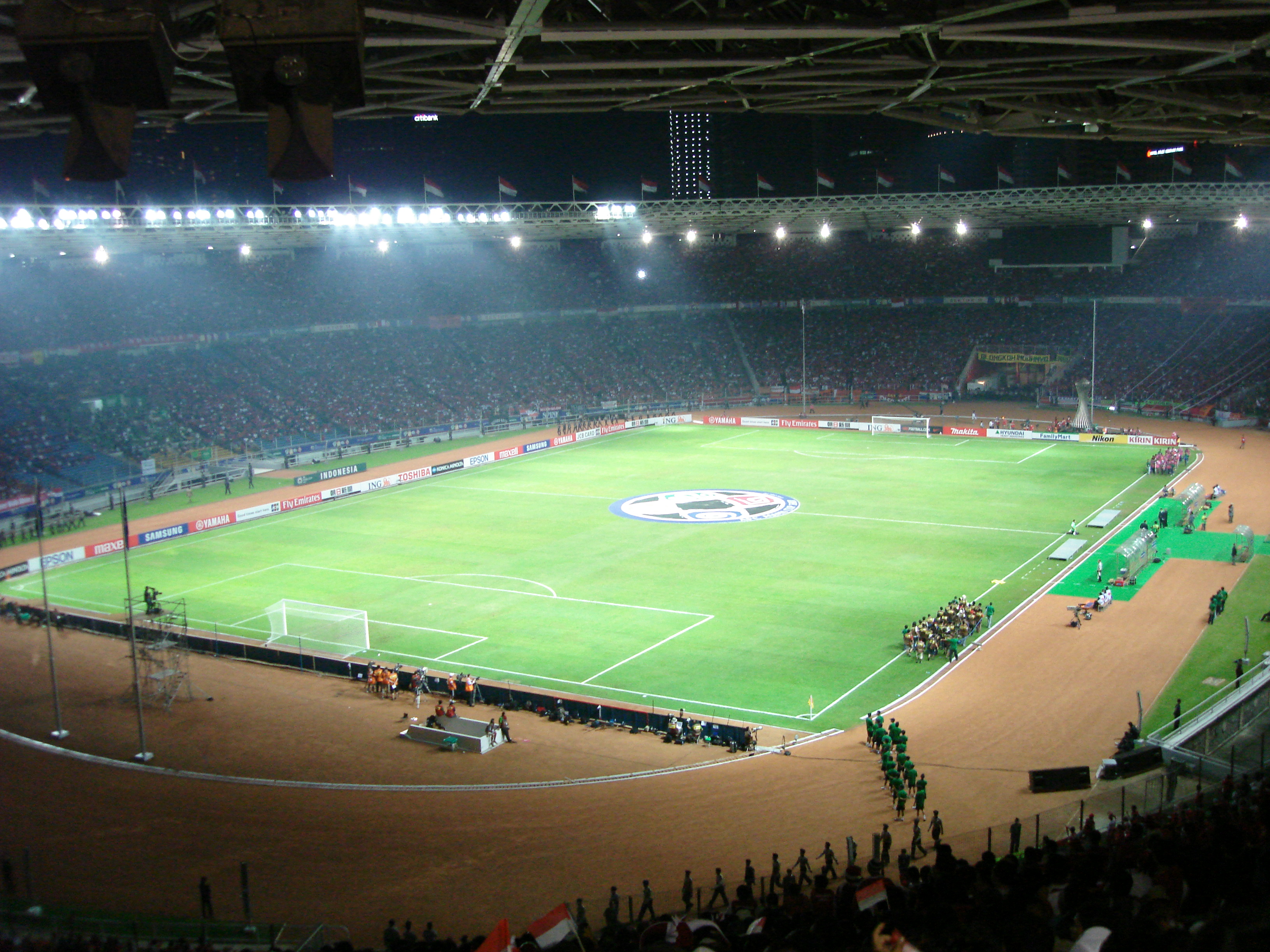
體育場內的足球場
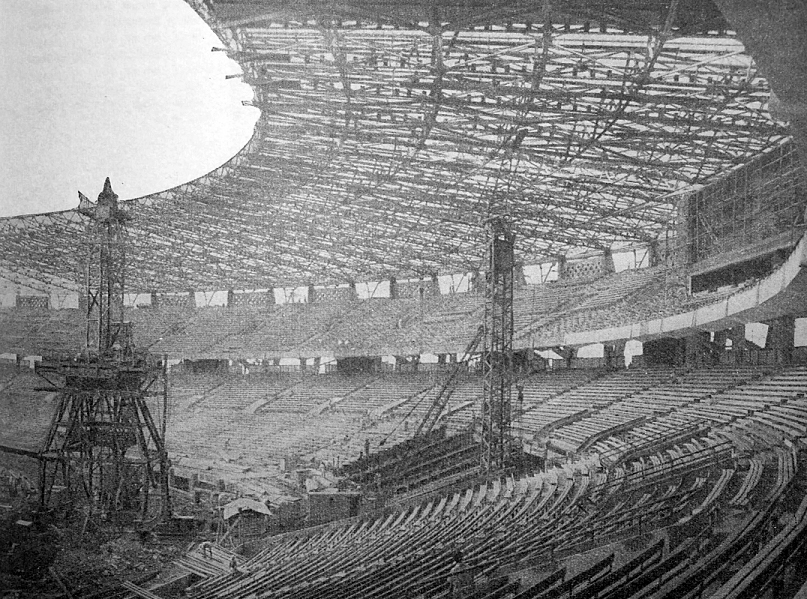
1962年時興建中的體育場
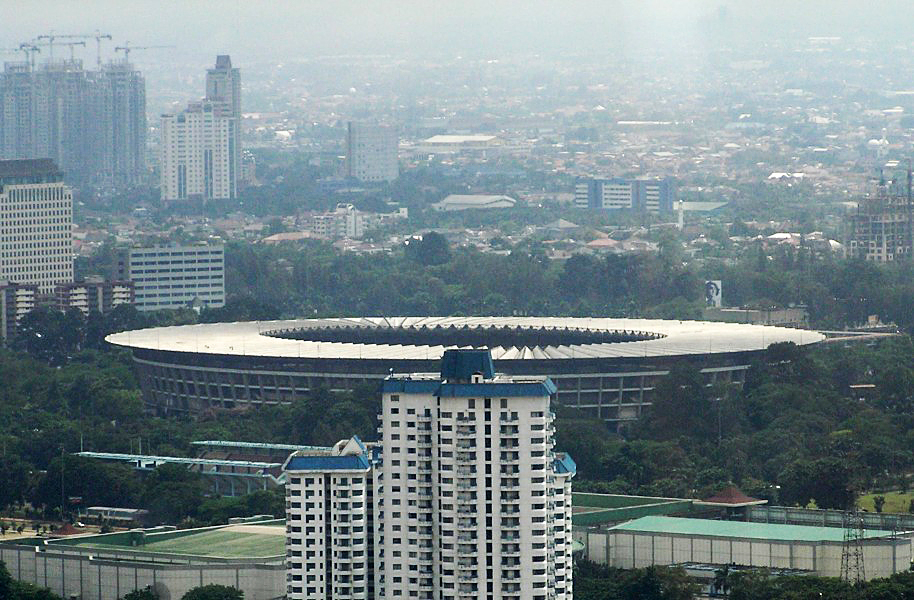
體育場的遠景

## 註解
1. ↑  . gbk.id.   [3 October 2018]. （原始内容存档于2018-10-03）.

## 外部連結
- Pusat Pengelolaan Komplek Gelora Bung Karno （页面存档备份，存于） - Official Website

| 前任： 國立霞丘陸上競技場 東京 | 亞洲運動會 主賽場 1962年     | 繼任： 蘇帕查加塞球場 曼谷     |
| 前任： 仁川亚运主体育场 仁川   | 亞洲運動會 主賽場 2018       | 繼任： 杭州奥体中心体育场 杭州 |
| 前任： 工人體育場 北京         | 亞洲盃足球賽 決賽場地 2007年 | 繼任： 哈里發體育場 多哈       |